# Jan Rudolf van Eerde
Jan Rudolf van Eerde (Ten Boer, 30 augustus 1774 – Groningen, 10 november 1835) was een Nederlands hoogleraar aan de Universiteit van Groningen.

## Leven en werk
Van Eerde werd in 1774 geboren als zoon van ds. Egbertus van Eerde en Margaretha Tideman. Hij groeide op in de stad Groningen en studeerde rechten aan de hogeschool aldaar. In 1795 promoveerde hij op stellingen tot doctor in de beide rechten. Op 17 augustus 1794 werd Van Eerde aangesteld als conrector van het gymnasium te Groningen. Van 1801 tot 1816 was hij lid van de departementale commissie voor onderwijs. In 1806 werd Van Eerde benoemd tot hoogleraar geschiedenis in Groningen. Hij vervulde vanaf 1815 tevens de functie van bibliothecaris van de Universiteitsbibliotheek Groningen.
Van Eerde trouwde te Groningen op 1 februari 1796 met Ella Catharina van Bolhuis (1774-1864), dochter van ds. Lambertus van Bolhuis.